# Tinigua
El tinigua (o tiniguas) és una llengua indígena amenaçada i encara parlada a Colòmbia. La llengua es va creure perduda fins que van ser localitzats dos parlants ancians tinigües en la dècada de 1990. El 2000 quedaven només dos homes parlants de tinigua, que vivien al departament de Meta, entre l'alt riu Guayabero i el riu Yarí i el 2019 solament Sixto Muñoz.

## Descripció lingüística

### Classificació
El Tinigua s'ha agrupat en una família Tinigua-Pamigua, des que Castellví va demostrar l'afinitat de les dues llengües, aprofitant els vocabularis Pamigua recol·lectats per F. Toro i publicats per Ernst. Dels pamigua se sap per Rivero, però s'ignora qualsevol dada sobre la seva desaparició.

### Fonologia
D'acord amb Nubia Tobar, que va entrevistar a alguns dels últims parlants de la llengua, aquesta té sis vocals bàsiques orals organitzades en tres graus d'obertura: alt, mitjà, i baix; i tres posicions: anterior, central i posterior; cadascuna de les quals amb el seu corresponent glotalizada i allargada.
Les 22 consonants eren p, ph (aspirada), t, th (aspirada), ty (palatal), ts (africada), k, kh (aspirada), kw (labiovelar), b, d, g (oclusiva palatal sonora), g, m, n, ñ, f, s, z (fricativa alveolar sonora), h (fricativa glotal sorda), che (africada palatal), i la semivocal w.
|            |            | Bilabial | Dental | Palatal | Velar | Labio- velar | Glotal |
| ---------- | ---------- | -------- | ------ | ------- | ----- | ------------ | ------ |
| Oclusiva   | aspirada   | pʰ       | tʰ     |         | kʰ    |              |        |
| Oclusiva   | sorda      | p        | t      | tʲ      | k     | kʷ           |        |
| Oclusiva   | sonora     | b        | d      |         | ɡ     |              |        |
| Africada   | Africada   |          | ʦ      | ʧ       |       |              |        |
| Fricativa  | Fricativa  | f        | s, z   |         |       |              | h      |
| Nasal      | Nasal      | m        | n      | ñ       |       |              |        |
| Aproximant | Aproximant |          |        |         | w     |              |        |